# Echipa națională de fotbal a Letoniei
Echipa națională de fotbal a Letoniei reprezintă Letonia în competițiile fotbalistice ale FIFA. Responsabilitatea alcătuirii acestei echipe aparține Federației Letone de Fotbal. Nu s-a calificat niciodată la Campionatul Mondial de Fotbal și a ajuns în grupele UEFA Euro 2004.

## Istorie
Letonia a jucat primul meci în anul 1922, împotriva naționalei Estoniei care s-a terminat cu scorul de 1-1. Letonia este singura țară baltică care s-a calificat la un Campionat European și a câștigat Cupa Baltică de 19 ori. În perioada dinaintea Celui de-al Doilea Război Mondial (1922-1940)  echipa a jucat 99 de meciuri oficiale.
În 1937, echipa letonă a participat la prima ei calificare pentru Campionatul Mondial de Fotbal, fiind repartizată în grupa a opta cu naționalele Austriei și Lituaniei. Letonia a învins Lituania cu 4-2 în Riga (Goluri: Fricis Kaņeps 9', 52', 83'; Iļja Vestermans 50' - Gudelis 79', Pavilionis 90') și cu 5-1 în Kaunas (Kaņeps 4', 45' (penalty); Vaclavs Borduško 11', 30'; Vestermans 67' - Pavilionis 72'), dar a pierdut cu 1-2 meciul decisiv cu reprezentativa Austriei(Goluri: Iļja Vestermans (6') pentru letoni, respectiv Jerusalem (15') și Binder (33'). În aprilie 1938 Anschlussul nu a permis echipei austriece participarea, dar naționala Letoniei nu a fost invitatăt.
În 1940, Letonia a fost anexată de Uniunea Sovietică; țara și-a recăpătat independența în 1991 și a jucat primul meci în noua organizare cu naționala Estoniei pe 16 noiembrie 1991 în Cupa Baltică, iar primul meci de după independență recunoscut de FIFA a fost jucat cu România pe 8 aprilie 1992, pierzând la București cu scorul de 2-0.
Letonia a fost surpriza calificărilor la Campionatul European de Fotbal 2004, terminând grupa pe locul secund și câștigând barajul cu Turcia, pe atunci semi-finalistă în Campionatul Mondial de Fotbal 2002. A fost repartizată în grupa D cu naționalele Germaniei, Cehiei și Țărilor de Jos, unde a scos un singur punct cu Germania.
La CM 2006 , Letonia era în grupa a 3-a cu Portugalia, Slovacia, Rusia, Estonia, Liechtenstein și Luxemburg, dar a terminat pe locul al cincilea.
Vitālijs Astafjevs are 164 de selecții, fiind cel mai selecționat jucător european. Māris Verpakovskis este golgeterul reprezentativei, având 16 goluri.

## Istoria competițională

### Campionate mondiale
- 1930 până în 1934 - nu a intrat
- 1938 - nu s-a calificat
- 1950 până în 1990 - nu a intrat, a făcut parte din URSS
- 1994 până în 2010 - nu s-a calificat
- 2010 până în 2018 - nu s-a calificat

### Campionate europene
- 1960 până în 1992 - nu a intrat, a făcut parte din URSS
- 1996 - nu s-a calificat
- / 2000 - nu s-a calificat
- 2004 - Grupe
- / 2008 - nu s-a calificat
- / 2012 - nu s-a calificat
- 2016 - nu s-a calificat
- 2020 - nu s-a calificat
- 2024 - '

## Lotul actual
Jucătorii selecționați pentru Preliminariile CE 2012 împotriva Greciei pe 8 octombrie 2010 și Georgiei pe 12 octombrie 2010.
| Nr. | Poz. | Jucător                      | Data nașterii (vârsta)        | Selecții | Goluri | Club                |
| --- | ---- | ---------------------------- | ----------------------------- | -------- | ------ | ------------------- |
| 1   | P    | Aleksandrs Koļinko           | 18 iunie 1975 (49 de ani)     | 86       | 0      | Spartak Nalchik     |
| 2   | F    | Oskars Kļava                 | 8 august 1983 (41 de ani)     | 43       | 1      | Anzhi Makhackhala   |
| 3   | M    | Vitālijs Astafjevs (captain) | 3 aprilie 1971 (53 de ani)    | 164      | 16     | Skonto              |
| 4   | F    | Dzintars Zirnis              | 25 aprilie 1977 (47 de ani)   | 65       | 0      | Liepājas Metalurgs  |
| ?   | F    | Ritus Krjauklis              | 23 aprilie 1986 (38 de ani)   | 7        | 0      | Ventspils           |
| 5   | M    | Juris Laizāns                | 6 ianuarie 1979 (46 de ani)   | 106      | 15     | Salyut Belgorod     |
| 6   | F    | Deniss Ivanovs               | 11 ianuarie 1984 (41 de ani)  | 38       | 2      | Sivasspor           |
| 7   | F    | Pāvels Mihadjuks             | 27 mai 1980 (44 de ani)       | 9        | 0      | Liepājas Metalurgs  |
| 8   | M    | Aleksandrs Cauņa             | 19 ianuarie 1988 (37 de ani)  | 19       | 3      | Skonto              |
| 9   | A    | Māris Verpakovskis           | 15 octombrie 1979 (45 de ani) | 83       | 27     | Ergotelis           |
| 10  | M    | Andrejs Rubins               | 26 noiembrie 1978 (46 de ani) | 111      | 10     | Qarabağ             |
| 11  | A    | Ģirts Karlsons               | 7 iunie 1981 (43 de ani)      | 47       | 9      | Inter Baku          |
| 12  | P    | Andris Vaņins                | 30 aprilie 1980 (44 de ani)   | 34       | 0      | Sion                |
| 13  | F    | Kaspars Gorkšs               | 6 noiembrie 1981 (43 de ani)  | 33       | 3      | Queens Park Rangers |
| 14  | A    | Andrejs Perepļotkins         | 27 decembrie 1984 (40 de ani) | 25       | 3      | Skonto              |
| 16  | A    | Artjoms Rudņevs              | 13 ianuarie 1988 (37 de ani)  | 6        | 0      | Lech Poznań         |
| 18  | M    | Jurijs Žigajevs              | 14 noiembrie 1985 (39 de ani) | 18       | 1      | Ventspils           |
| 19  | F    | Aleksandrs Fertovs           | 15 februarie 1987 (38 de ani) | 4        | 0      | Skonto              |
| 20  | F    | Vitālijs Smirnovs            | 28 iunie 1986 (38 de ani)     | 0        | 0      | Skonto              |
| 22  | A    | Kristaps Grebis              | 13 decembrie 1980 (44 de ani) | 12       | 2      | Liepājas Metalurgs  |
| 25  | M    | Artis Lazdiņš                | 3 mai 1986 (38 de ani)        | 2        | 0      | Jelgava             |

### Primul 11
Actualizat pe 7 septembrie 2010 (meciul cu Malta).

## Jucători notabili
| #   | Nume               | Carieră   | Meciuri | Goluri |
| --- | ------------------ | --------- | ------- | ------ |
| 1.  | Vitālijs Astafjevs | 1992–0    | 164     | 16     |
| 2.  | Andrejs Rubins     | 1998-0    | 111     | 10     |
| 3.  | Juris Laizāns      | 1998–0    | 106     | 15     |
| 4.  | Imants Bleidelis   | 1995–2007 | 106     | 10     |
| 5.  | Mihails Zemļinskis | 1992–2005 | 105     | 12     |
| 6.  | Igors Stepanovs    | 1995-0    | 99      | 4      |
| 7.  | Aleksandrs Koļinko | 1997- 0   | 86      | 0      |
| 8.  | Māris Verpakovskis | 1999- 0   | 83      | 27     |
| 9.  | Andrejs Štolcers   | 1994-2005 | 81      | 7      |
| 10. | Marian Pahars      | 1996–2007 | 75      | 15     |

| #   | Jucători           | Carieră   | Goluri (meciuri) |
| --- | ------------------ | --------- | ---------------- |
| 1.  | Māris Verpakovskis | 1999- 0   | 27 (83)          |
| 2.  | Ēriks Pētersons    | 1929–1939 | 21 (63)          |
| 3.  | Vitālijs Astafjevs | 1992– 0   | 16 (164)         |
| 4.  | Marians Pahars     | 1996–2007 | 15 (75)          |
| 5.  | Juris Laizāns      | 1998– 0   | 15 (106)         |
| 6.  | Alberts Šeibelis   | 1925-1939 | 14 (54)          |
| 7.  | Iļja Vestermans    | 1935-1938 | 13 (23)          |
| 8.  | Mihails Zemļinskis | 1992–2005 | 12 (105)         |
| 9.  | Vīts Rimkus        | 1995–2008 | 11 (73)          |
| 10. | Arnolds Tauriņš    | 1925–1935 | 10 (39)          |
| 10. | Imants Bleidelis   | 1995–2007 | 10 (106)         |
| 10. | Andrejs Rubins     | 1998– 0   | 10 (111)         |

## Antrenori
| Antrenor            | Ani la națională |
| ------------------- | ---------------- |
| Jānis Gilis         | 1992–1997        |
| Revaz Dzodzuashvili | 1998–1999        |
| Gary Johnson        | 1999–2001        |
| Aleksandrs Starkovs | 2001–2004        |
| Jurijs Andrejevs    | 2004–2007        |
| Aleksandrs Starkovs | 2007–2013        |
| Marians Pahars      | 2013–2017        |
| Aleksandrs Starkovs | 2017–2018        |
| Mixu Paatelainen    | 2018 – prezent   |